# Сан Лоренцо (Олбија-Темпио)
Сан Лоренцо је насеље у Италији у округу Сасари, региону Сардинија.
Према процени из 2011. у насељу је живело 319 становника. Насеље се налази на надморској висини од 125 м.